# Wilhelm IV Mądry
Wilhelm IV Mądry (ur. 24 czerwca 1532 w Kassel, zm. 25 sierpnia 1592 tamże) – landgraf Hesji-Kassel od 1567 r.

## Życiorys
Wilhelm był najstarszym spośród licznych synów landgrafa Hesji Filipa Wielkodusznego i Krystyny, córki księcia Saksonii Jerzego Brodatego. Po zakończeniu w 1547 r. wojny szmalkaldzkiej, gdy ojciec trafił do cesarskiej niewoli, postawił na czele rządów w księstwie młodego Wilhelma wraz z jego matką. Regencja Wilhelma trwała do 1552 r. (w międzyczasie zmarła jego matka) i dopiero kolejna zwycięska wojna, w której Wilhelm uczestniczył po stronie elektora saskiego Maurycego doprowadziła do uwolnienia ojca. Po jego powrocie Wilhelm oddał rządy, był jednak dopuszczany przez ojca do spraw państwowych. M.in. w 1562 r. brał udział w elekcji królewskiej, podczas której cesarz Ferdynand I Habsburg pasował go na rycerza.
Doniosłe skutki miał konflikt Wilhelma z ojcem w sprawie uposażenia swego przyrodniego rodzeństwa pochodzącego z drugiego, morganatycznego małżeństwa ojca. Wobec stanowiska syna Filip postanowił zmienić swój pierwotny testament, zgodnie z którym Wilhelm miał zostać jedynym władcą Hesji i podzielić ją pomiędzy czterech swoich synów z pierwszego małżeństwa. I tak, po śmierci ojca w 1567 r. Wilhelm otrzymał Hesję-Kassel (obejmującą Dolną Hesję, dawne hrabstwo Ziegenhain i heską część Schmalkalden). Zapoczątkowany wówczas podział Hesji okazał się trwały, linia na Kassel panowała tu do 1866 r. W 1568 r. bracia potwierdzili podział Hesji, ustalając jednak wspólną kontrolę nad niektórymi instytucjami (m.in. uniwersytet w Marburgu). Podział ten oznaczał również spadek znaczenia Hesji. W miarę swoich możliwości Wilhelm działał na rzecz umocnienia reformacji w Niemczech (m.in. pośredniczył w rozwiązaniu konfliktu między elektorem saskim Augustem a palatynem reńskim Fryderykiem III, a w 1552 r. uczestniczył w traktacie między książętami protestanckimi Niemiec a królem Francji Henrykiem II). Grał też rolę pośrednika pomiędzy różnymi nurtami protestantyzmu.
W okresie swoich rządów Wilhelm dość znacznie powiększył swoje księstwo. Przyłączył do niego liczne sąsiadujące włości, w tym pozostałą część Schmalkalden, które stało się jego ulubioną siedzibą. Po bezpotomnej śmierci swego młodszego brata Filipa brał udział w podziale Hesji-Rheinfels. Doprowadził też do ugody z arcybiskupim elektoratem Moguncji, po raz kolejny powiększając obszar swego księstwa.
Niezależnie od sprawowanej funkcji książęcej, szczególnym zainteresowaniem Wilhelma cieszyła się astronomia. Zorganizował m.in. obserwatorium astronomiczne na zamku w Kassel. Przyrządy astronomiczne na jego zlecenie wykonywał szwajcarski konstruktor Jost Bürgi. Prowadził prace nad katalogiem gwiazd, który został ukończony i wydany już po jego śmierci. Był mocno zaangażowany w sprawę wprowadzenia kalendarza gregoriańskiego.

## Rodzina
Żoną Wilhelma była od 1566 r. Sabina, córka księcia Wirtembergii Krzysztofa. Ze związku tego pochodziło jedenaścioro dzieci, z czego do lat sprawnych dorośli:
- Anna Maria (1567-1626), żona Ludwika II, hrabiego Nassau-Weilburg,
- Jadwiga (1569-1644), żona Ernesta, hrabiego Schaumburga,
- Zofia (1571-1616),
- Maurycy Uczony (1572-1632), następca Wilhelma, landgraf Hesji-Kassel,
- Krystyna (1578-1658), żona Jana Ernesta, księcia Saksonii-Eisenach.

Ponadto miał nieślubne dzieci ze związku z Elżbietą Wallenstein – urodzony z tego związku Filip Wilhelm (1553-1616) dał początek rodzinie Cornbergów.